# Leżajsk (stad)
Leżajsk is een stad in het Poolse woiwodschap Subkarpaten, gelegen in de powiat Leżajski. De oppervlakte bedraagt 20,61 km², het inwonertal 14.172 (2009).

## Geboren
- Malwina Mul (2004), wielrenster

## Verkeer en vervoer
- Station Leżajsk